# Chimera (альбом Mayhem)
Chimera (рус. Несбыточная мечта) — третий студийный альбом норвежской блэк-метал-группы Mayhem, изданный 6 апреля 2004 года на лейбле Season of Mist.
Во время выпуска альбома в 2004 году Mayhem по прежнему резко и регулярно критиковали в андеграунд-метал среде за то, что группа отклонилась от блэк-метал-звучания на предыдущем альбоме Grand Declaration of War.

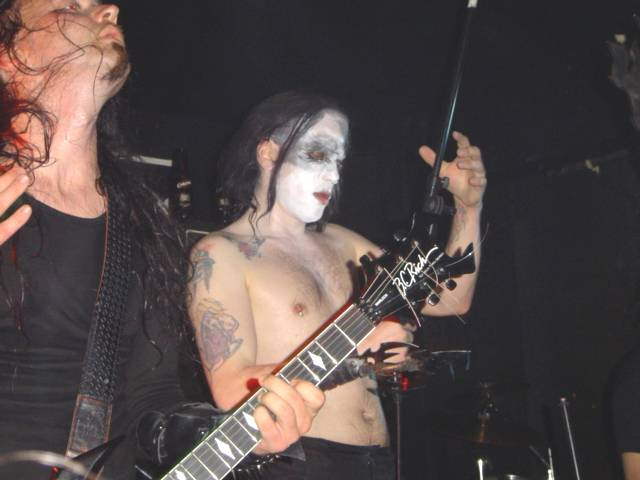
Бласфемер (слева) и Мэниак (справа) в живом выступлении группы в 1995 году

Это четвёртый и последний альбом, в записи которого принимал участие вокалист Свен Эрик Кристиансен, известный также как Мэниак; в 2004 году Маньяк покинул группу. По словам Некробутчера, это было связано с его алкоголизмом, вызванным из-за страха сцены.. Некробутчер объяснил, что по причине тенденции напиваться перед выступлением группы, между Мэниаком и Бласфемером возникла стычка, которая закончилась тем, что Бласфемер сильно пихнул Мэниака так, что он ударился об лестницу. На его место был восстановлен Чихар.
Гитарист индастриал-метал-группы Red Harvest Томас Эггум является автором обложки альбома. На обложке изображён кадр из датского немого кинофильма Ведьмы.

## Список композиций
Все песни написаны Мэниаком и Бласфемером.
| №  | Название                     | Длительность |
| -- | ---------------------------- | ------------ |
| 1. | «Whore»                      | 2:58         |
| 2. | «Dark Night of the Soul»     | 6:08         |
| 3. | «Rape Humanity With Pride»   | 5:41         |
| 4. | «My Death»                   | 5:54         |
| 5. | «You Must Fall»              | 4:13         |
| 6. | «Slaughter of Dreams»        | 7:00         |
| 7. | «Impious Devious Leper Lord» | 5:38         |
| 8. | «Chimera»                    | 7:00         |

## Участники записи
| Mayhem - Мэниак — вокал - Бласфемер — гитара, продюсер, микширование - Некробутчер — бас-гитара - Хеллхаммер — барабаны, микширование | Производственный персонал - Берге Финстад — аудиоинженер, микширование - Себастиан Лудвигсен — фотограф - Мортен Лунд — мастеринг - Кармен Симос — фотограф - Misty K — фотограф |

## Чарты
| Чарт (2004)            | Высшая позиция |
| ---------------------- | -------------- |
| Norwegian Albums Chart | 28             |